# Klaus Christian Köhnke
Pour les articles homonymes, voir Köhnke.
Klaus Christian Köhnke (né le 14 juin 1953 à Flensbourg et mort le 24 mai 2013 à Berlin) est professeur de théorie culturelle et de philosophie culturelle à l'Institut d'études culturelles de l'Université de Leipzig .

## Biographie
Klaus Christian Köhnke étudie la philosophie, les études littéraires et la linguistique (parfois aussi les études scandinaves et l'histoire de l'art, l'histoire et l'ethnologie) à l' Université libre de Berlin et à l'Université des arts de Berlin. Il est boursier de la Fondation académique nationale allemande et obtient son doctorat sous la direction de Karlfried Gründer (de) en 1985 sur l' émergence et la montée du néo-kantisme - après la mort de son directeur Michael Landmann (de). En 1986, il reçoit le prix Ernst-Reuter pour sa thèse.
De 1986 à 1990, Köhnke collabore à plusieurs projets de recherche d'Otthein Rammstedt (de) à l'Université de Bielefeld. De 1987 à 1989, il travaille comme chef du département d'études culturelles à la faculté d'économie de l'université nordique de Flensbourg (de). De 1990 à 1996, il est assistant de recherche de Karlfried Gründer à l'Institut d'histoire de la philosophie et d'histoire des sciences humaines de l'Université libre de Berlin, où il obtient son habilitation en philosophie en 1995. Après avoir occupé ce poste en 1996-1997, il prend en 1997 la chaire de théorie culturelle et de philosophie culturelle à l'Institut d'études culturelles de l'Université de Leipzig.
Köhnke travaille, recherche et publie, entre autres, sur la tradition culturelle et philosophique de Moritz Lazarus, Georg Simmel et Ernst Cassirer. Il est l'un des principaux éditeurs des écrits inédits d'Ernst Cassirer (Manuscrits et textes posthumes, Felix Meiner Verlag (de), Hambourg 1995 et suiv.) et éditeur de nombreux volumes de l'édition complète de Georg Simmel (GSG, Suhrkamp Verlag, Francfort/M. 1989 et suiv.).

## Publications (sélection)
- Der junge Simmel – in Theoriebeziehungen und sozialen Bewegungen. Suhrkamp, Frankfurt/M. 1996.
- Entstehung und Aufstieg des Neukantianismus. Die deutsche Universitätsphilosophie zwischen Idealismus und Positivismus. Suhrkamp, Frankfurt/M. 1986 / 1993.
  - The Rise of Neokantianism. German Academic Philosophy between Idealism and Positivism. Übers. R. J. Hollingdale, Vorwort Lewis White Beck, Cambridge University Press, Cambridge / New York, 1991.
  - Surgimiento y auge del neokantismo. La filosofía universitaria alemana entre el idealismo y el positivismo. Übers. José Andrés Ancona Quiroz, FCE, UAM, México 2011 (Colec. FILOSOFÍA).
- Begriff und Theorie der Moderne. Vorlesungen zur Einführung in die Kulturphilosophie 1996–2002. Aus dem Nachlaß herausgegeben von Jörn Bohr, Fribourg-en-Brisgau 2019,  (ISBN 978-3-495-49062-4).

- Moritz Lazarus: Über Gespräche. Henssel, Berlin 1986
- Moritz Lazarus: Grundzüge der Völkerpsychologie und Kulturwissenschaft. Meiner, Hamburg 2003,  (ISBN 978-3-7873-1632-8)
- Georg Simmel: Philosophie des Geldes (zus. mit David P. Frisby). Suhrkamp, Frankfurt am Main 1989, 787 S.
- Georg Simmel: Einleitung in die Moralwissenschaft. Eine Kritik der ethischen Grundbegriffe. Vol. 1. Suhrkamp, Francfort-sur-le-Main 1989, 461 p.
- Georg Simmel: Einleitung in die Moralwissenschaft. Eine Kritik der ethischen Grundbegriffe. Vol. 2. Suhrkamp, Francfort-sur-le-Main 1991, 427 p.
- Georg Simmel: Das Wesen der Materie nach Kant's Physischer Monadologie. Abhandlungen 1882–1884. Rezensionen 1883–1901. Suhrkamp, Francfort-sur-le-Main 2000, 527 p.
- Georg Simmel: Miszellen, Glossen, Stellungnahmen, Umfrageantworten, Leserbriefe, Diskussionsbeiträge 1889–1918. Anonyme und pseudonyme Veröffentlichungen 1888–1920. Suhrkamp, Francfort-sur-le-Main 2005, 626 p.
- Georg Simmel: Briefe 1880–1911. Suhrkamp, Francfort-sur-le-Main 2008, 1094 p.